# 韦尔诺 (阿列日省)
韦尔诺（法語：Vernaux）是法国阿列日省的一个市镇，属于富瓦区（Foix）莱斯卡巴内县（Les Cabannes）。该市镇2009年时的人口为28人。

## 人口
韦尔诺人口变化图示
| 数据来源：INSEE |